# Anatomija bilja
Anatomija bilja grana je botanike koja proučava organizaciju stanica, tkiva i organa biljaka. Podjela po anatomiji koristi se za proučavanje pojedinih dijelova biljke, ali uvijek s ciljem razumijevanja cjeline. 
Osnovna jedinica organizacije biljaka (kao i drugih živih bića) je stanica. Biljna stanica za razliku od životinjske ima kloroplaste i staničnu stijenku. Stanice međusobno izmjenjuju tvari. Grupiraju se u biljna tkiva, a ona u biljne organe. Neke skupine stanica drugačije su od drugih, bilo po izgledu ili funkciji.
Po najjednostavnijoj podjeli, osnovni anatomski organi biljke su: korijen, stabljika, list, cvijet i plod. Kod nekih biljnih vrsta nije lako utvrditi točne granice gdje počinju, a gdje završavaju pojedini organi, npr. stabljika i korijen. 
Iako je izvorno pod anatamiju bilja, bila uključena i morfologija bilja, koja je opis fizičkih oblika i vanjskih struktura biljaka, od sredine 20. stoljeća istraživanja biljne anatomije obavljaju se odvojeno od istraživanja morfologije bilja. Anatomija bilja obično se istražuje na razini stanice, a često uključuje proučavanje rezova tkiva i korištenje mikroskopa.